# Georgische presidentsverkiezingen 2013
De Georgische presidentsverkiezingen van 2013 vonden plaats op 27 oktober 2013. Dit waren de zesde presidentsverkiezingen sinds de onafhankelijkheid van Georgië van de Sovjet-Unie in 1991. President Micheil Saakasjvili kon niet herkozen worden door de grondwettelijke beperking van twee termijnen. Giorgi Margvelasjvili, kandidaat namens de regerende Georgische Droom, wist de verkiezingen met ruim 62% van de stemmen in de eerste ronde overtuigend te winnen. David Bakradze, kandidaat namens de Verenigde Nationale Beweging van president Saakasjvili, werd tweede met bijna 22% van de stemmen.
Met deze verkiezingen werd ook de transitie van een presidentiële- naar een parlementaire republiek voltooid, die was begonnen met de parlementsverkiezingen van 2012. De macht van de president van Georgië werd hierdoor ingeperkt. Tevens kwam met deze verkiezingen een einde aan een jaar van cohabitation en werd de machtswisseling van Verenigde Nationale Beweging naar Georgische Droom vervolmaakt. 
De volgens waarnemers democratisch verlopen verkiezing met vreedzame machtsoverdracht betekende het groene licht voor Georgië voor de finalisering van het associatie- en vrijhandelsverdrag. Een correct verloop van de verkiezingen van 2012 en 2013 waren een voorwaarde hiervoor. Een maand na de verkiezingen werd op de EU Oostelijk Partnerschap-top in de Litouwse hoofdstad Vilnius het associatie- en vrijhandelsverdrag geïnitieerd, met als doel het in september 2014 definitief te ondertekenen.

## Kandidaten

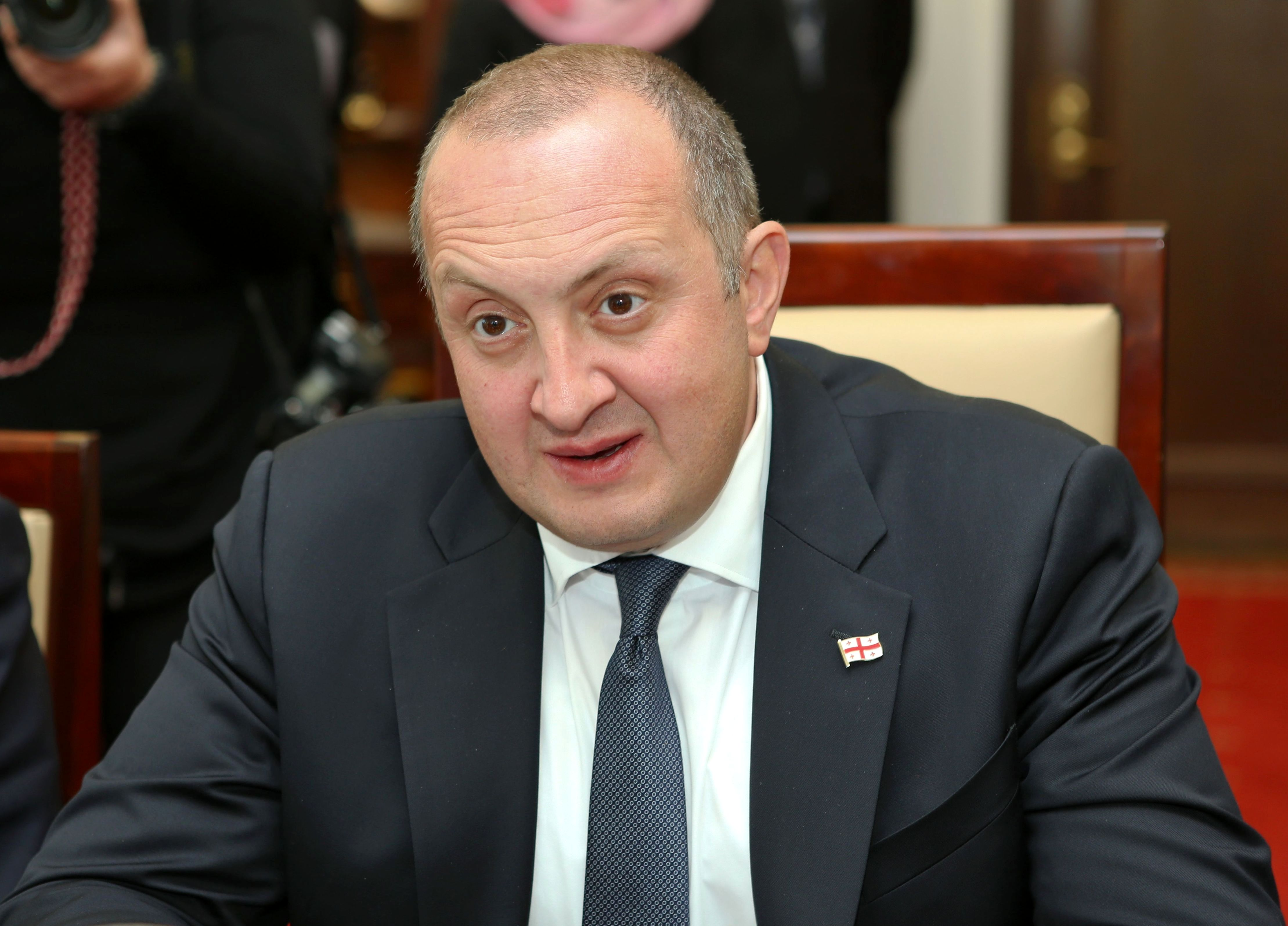
Giorgi Margvlasjvili werd tot nieuwe president gekozen

Partijleider en premier Bidzina Ivanisjvili presenteerde op 11 mei 2013 onderwijsminister en vice-premier Giorgi Margvelasjvili als presidentskandidaat namens Georgische Droom. Voordat Margvelasjvili in oktober 2012 minister werd namens Georgische Droom werkte hij als rector bij het Georgisch Instituut van Publieke Zaken (GIPA). Het bestuur van Georgische Droom selecteerde de kandidaat.
Op 12 juni stelde voormalig parlementsvoorzitter en tweemaal waarnemend president Nino Boerdzjanadze zich kandidaat voor het presidentschap namens haar partij Democratische Beweging - Verenigd Georgië. Ze lichtte haar kandidatuur toe door te pleiten voor evenwichtige tegenmacht: "het maakt veel uit wie de president zal zijn in Georgië om evenwicht te behouden en een president te hebben die niet als jaknikker fungeert voor premier Bidzina Ivanisjvili".
Na een reeks voorverkiezingen binnen de Verenigde Nationale Beweging werd voormalig parlementsvoorzitter David Bakradze op 27 juli 2013 door de partijleden gekozen als presidentskandidaat. Bakradze zei dat toezicht te houden op het beleid en de acties van de regering de belangrijkste taak van de volgende president is. Hij daagde Margvelasjvili uit tot één-op-één-debatten als een kans om te laten zien dat hij meer is dan een vertrouweling van premier Ivanisjvili.
In totaal werden 23 kandidaten geregistreerd voor de verkiezingen, waarvan de meesten vrij onbeduidend waren. De meest opvallende geweigerde kandidaat was Salome Zoerabisjvili, voormalig buitenlandminister onder president Saakasjvili en sinds 2005 in onmin geraakt met zijn regering, waarna ze in oppositie ging tegen hem. Haar kandidatuur werd geweigerd vanwege haar Franse nationaliteit die zij nog naast de Georgische had.

## Resultaten

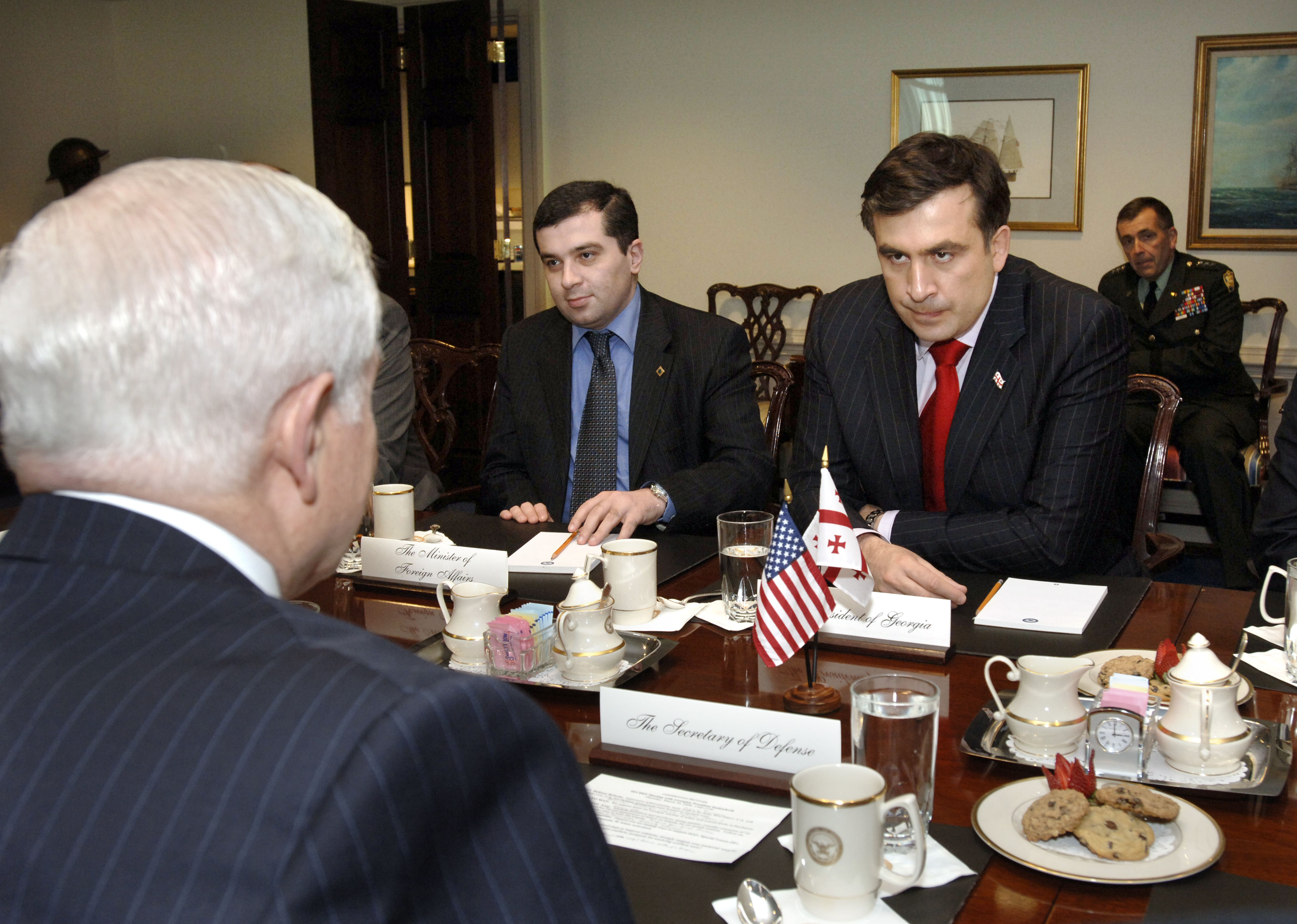
Uitgaand president Micheil Saakasjvili (r) en zijn beoogd opvolger David Bakradze (l) van de Verenigde Nationale Beweging

De verkiezingen werden volgens een tweerondensysteem gehouden waarbij de winnaar minimaal 50%+1 van de stemmen moest behalen. Margvelasjvili behaalde een overtuigende 62% van de stemmen, waardoor de verkiezingen in een ronde beslist werden. Zijn belangrijkste rivaal Bakradze behaalde 22% van de stemmen, terwijl Boerdzjanadze met 10% derde werd, en politiek veteraan Sjalva Natelasjvili van de Georgische Arbeiderspartij eindigde als vierde met 2,9%. De laatste 3% was versnipperd over de 19 overige kandidaten.
De opkomst was met 47% voor Georgische begrippen laag. De laagste opkomst werd gemeten in het kiesdistrict Tsalka (29,3%) en de hoogste in Sasjchere, de geboortegrond van premier Ivanisjvili. In 2008 bedroeg de gemiddelde opkomst voor de presidentsverkiezingen nog 54% en bij de parlementsverkiezingen van 2012 was deze 61%, waarbij de meesten sl.
Margvelasjvili werd op 17 november 2013 ingehuldigd, waarbij Saakasjvili niet aanwezig was. Hij had inmiddels het land verlaten uit angst te worden gearresteerd. Premier Ivanisjvili had al eerder in 2013 laten weten uit te zijn op vervolging.
|                                  | Giorgi Margvelasjvili      | Georgische Droom                          | 1.012.569 | 62,12  |
|                                  | David Bakradze             | Verenigde Nationale Beweging              | 354.103   | 21,72  |
|                                  | Nino Boerdzjanadze         | Democratische Beweging - Verenigd Georgië | 166.061   | 10,19  |
|                                  | Sjalva Natelasjvili        | Georgische Arbeiderspartij                | 46.984    | 2,88   |
|                                  | Giorgi Targamadze          | Christen-Democratische Beweging           | 17.354    | 1,06   |
|                                  | Overige kandidaten         | Overige kandidaten (18) minder dan 1%     | 32.917    | 2,02   |
| Totaal                           | Totaal                     | Totaal                                    | 1.629.988 |        |
|                                  |                            |                                           |           |        |
| Geldige stemmen                  | Geldige stemmen            | Geldige stemmen                           | 1.629.988 |        |
| Ongeldige stemmen                | Ongeldige stemmen          | Ongeldige stemmen                         | 30.101    |        |
| Totale stemmen                   | Totale stemmen             | Totale stemmen                            | 1.660.976 | [ 13 ] |
| Kiesgerechtigden / opkomst       | Kiesgerechtigden / opkomst | Kiesgerechtigden / opkomst                | 3.537.719 | 46,95  |
| Bronnen: CESKO, CESKO Dashboard. |                            |                                           |           |        |

## Verkiezingswaarneming

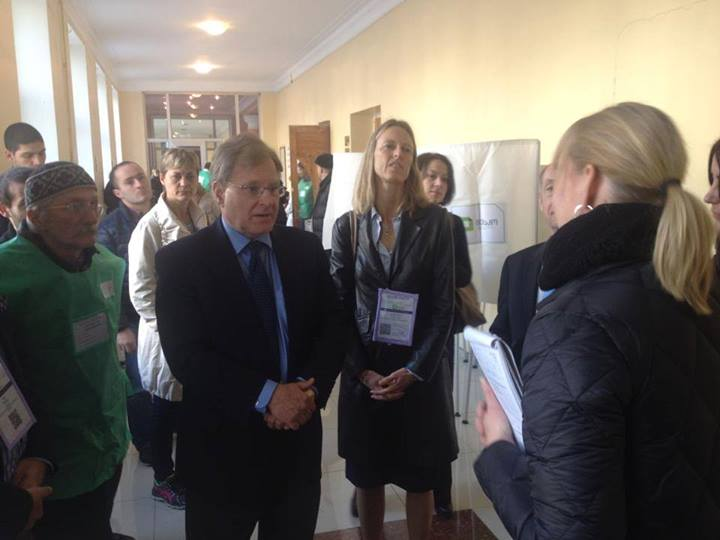
De Amerikaanse ambassadeur Richard Norland met Britse en Nederlandse diplomatieke missies op pad tijdens de verkiezingen.

De OVSE werd door de Georgische regering uitgenodigd om de verkiezingen waar te nemen. Ruim twee maanden voor de verkiezingen begon het Bureau voor Democratische Instellingen en Mensenrechten van de OVSE met de waarnemingsmissie, geleid door de Italiaan Matteo Mecacci. De eerste fase van de missie bestond uit 16 internationale deskundigen in Tbilisi en 28 langetermijnwaarnemers die in het hele land werden ingezet om de aanloop van de verkiezingen te observeren. In deze fase werden campagneactiviteiten, de verkiezingsadministratie, het werk van relevante overheidsinstanties, de uitvoering van het wetgevingskader, de oplossing van verkiezingsgeschillen en de berichtgeving in de media gevolgd. Op de verkiezingsdag werden door de OVSE ruim 400 waarnemers uit 45 landen ingezet, gebundeld met delegaties van de Parlementaire Assemblees van de Raad van Europa en van de NAVO.
De OVSE presenteerde een dag na de verkiezingen samen met de delegaties van de Raad van Europa en NAVO de voorlopige conclusies. De speciale coördinator João Soares, die de korte termijn OVSE-waarnemersmissie leidde, gaf aan dat de verkiezingen "efficiënt en transparant waren verlopen in een minnelijke en constructieve omgeving. Deze zuivere verkiezingen na de politieke cohabitation vertellen me dat de democratie in Georgië volwassen wordt". Volgens Matteo Mecacci heeft de langetermijnmissie "de afgelopen zes weken competitieve, transparante en goed geadministreerde verkiezingen gezien, waarin zowel de autoriteiten als de oppositie een positieve rol speelden".
De campagne was minder gepolariseerd dan tijdens de parlementsverkiezingen een jaar eerder en naarmate deze vorderde was er sprake van toenemende competitie tussen de belangrijkste kandidaten en minder een persoonlijkheidsstrijd tussen premier Ivanisjvili en president Saakasjvili. Niettemin bleef dat een belangrijke toonzetter. De verdeling van aandacht in de media was een punt van kritiek, met name de onderbelichting van onafhankelijke kandidaten door de mediafocus op partijpolitiek. Er werden enkele gevallen gerapporteerd van stemmen kopen en intimidatie. Ook werd overbevolking van stemlokalen waargenomen met een te grote aanwezigheid van burgerwaarnemers, die zich in enkele gevallen ook bemoeiden met de stembusgang. Niettemin concludeerde de OVSE dat de burgerwaarneming bijdroeg aan het vergroten van de transparantie van het verkiezingsproces. Ondanks een goed geadministreerde gang van zaken, riep de zeer sterke oververtegenwoordiging in de kiescommissies van Georgische Droom ten opzichte van Verenigde Nationale Beweging vraagtekens op.

## Reacties
De westerse bondgenoten van Georgië waren overtuigend in hun lof voor de gang van zaken rond de verkiezingen.
- Europese Unie - EU-buitenlandchef Catherine Ashton en Štefan Füle, de Europees commissaris voor Uitbreiding, brachten een verklaring uit waarin ze het Georgische volk feliciteerden met deze uiting democratische overtuiging. Ze stelden zich te "verheugen op de voortzetting van de nauwe samenwerking met Georgië op het gebied van onze ambitieuze gemeenschappelijke agenda van politieke associatie en economische integratie."[19]
- NAVO - Secretaris-generaal Anders Fogh Rasmussen van de NAVO feliciteerde Margvelasjvili in een verklaring met zijn overwinning bij de verkiezingen en wenste hem "succes als de nieuw gekozen president van zijn land en ik kijk ernaar uit om met hem samen te werken in zijn nieuwe hoedanigheid". Rasmussen moedigde "alle politieke krachten in het land aan om samen te blijven werken om de ambitieuze hervormingsagenda van Georgië te verwezenlijken" en complimenteerde het land dat het "weer een test van democratie doorstaan heeft en een concrete stap heeft gezet om aan de Euro-Atlantische normen te voldoen".[20]
- Verenigde Staten Verenigde Staten - Het Amerikaanse ministerie van Buitenlandse Zaken zei dat ze "getuige waren van weer een historische dag voor alle Georgiërs". het stelde dat "deze verkiezing duidelijk de wil van het volk vertegenwoordigde" en dat dit een "belangrijke stap is in de democratische ontwikkeling van Georgië en de omarming van de Euro-Atlantische instellingen".[21]
- Rusland - De Russische minister van Buitenlandse Zaken Sergej Lavrov feliciteerde het Georgische volk met de "vrije en eerlijke verkiezingen" en sprak de hoop uit dat de nieuwe regering "een vriendelijk beleid ten opzichte van Rusland zal voeren, waarbij rekening wordt gehouden met de huidige situatie in deze complexe regio".[22]
- Zweden - Minister van Buitenlandse Zaken Carl Bildt feliciteerde Georgië met "de goed verlopen presidentsverkiezingen en Giorgi Margvelasjvili als duidelijke winnaar".[23]
- Litouwen - De Litouwse president Dalia Grybauskaitė feliciteerde Margvelasjvili met zijn overwinning en wenste hem "succes en kracht in deze tijd van groot belang voor Georgië". ze voegde daar aan toe dat het land "weer een democratische test heeft doorstaan en daarom hoop ik oprecht dat we samen de Europese keuze van Georgië op de komende top van Vilnius kunnen evalueren".[24]